# Bistum Ploaghe
Koordinaten: 40° 39′ 58,9″ N, 8° 44′ 57,1″ O

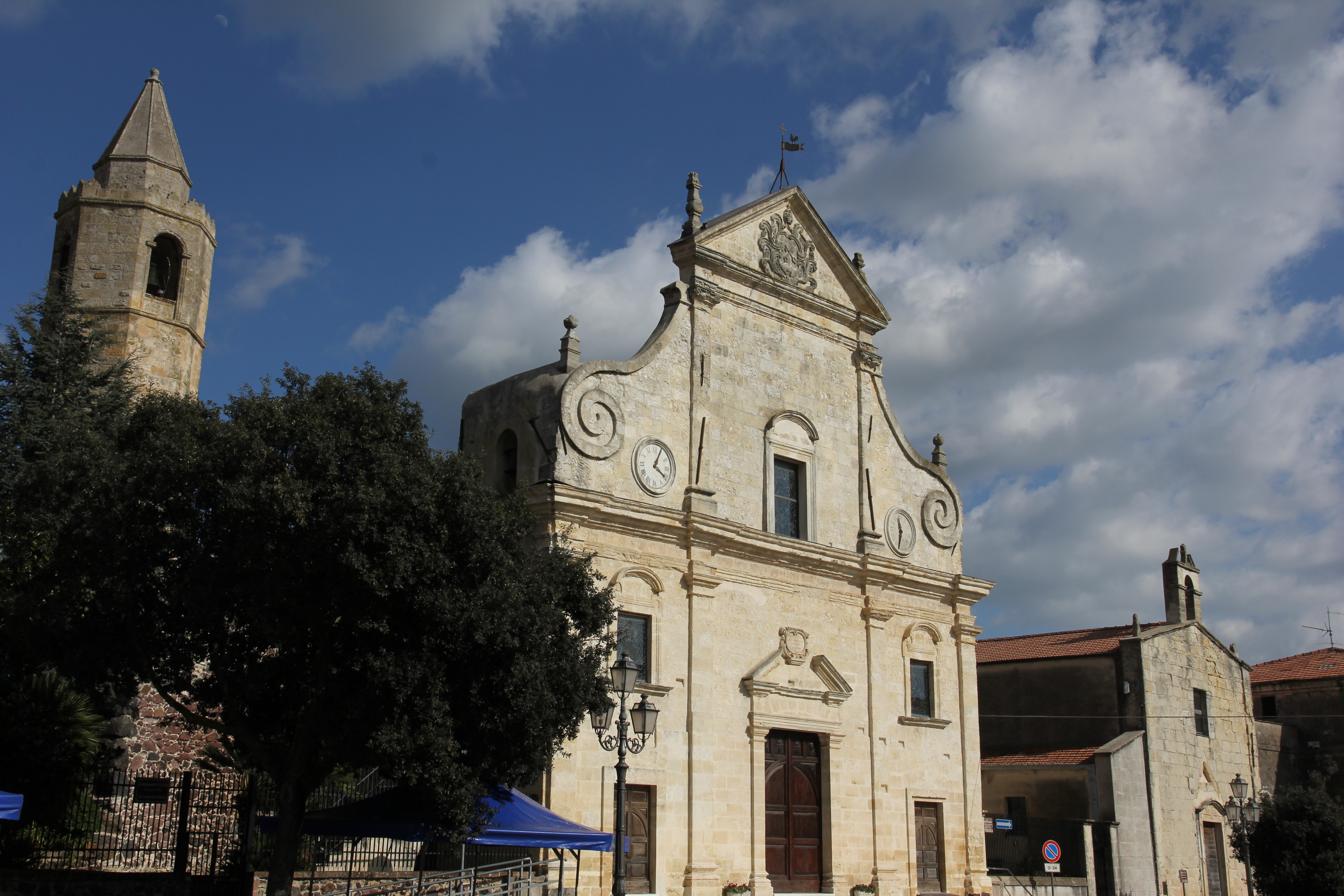
San Pietro, Ploaghe, ehemalige Kathedralkirche des Bistums Ploaghe, barockisiert

Die ehemaligen Bistümer Sardiniens

Das Bistum Ploaghe (lat.: Plovacensis) mit Sitz in der Gemeinde Ploaghe (Sardinien, Italien) war ein wahrscheinlich 1065 gegründetes Bistum der römisch-katholischen Kirche. Ein erster Bischof ist ca. 1090 genannt. 1503 wurde das Bistum mit dem Erzbistum Sassari vereinigt, die Vereinigung trat aber erst 1526 in Kraft. In der Tradition des aufgegebenen Bischofssitzes in Ploaghe wurde 1968 das Titularbistum Ploaghe etabliert.

## Lage
Das Bistum lag in der nördlichen Hälfte von Sardinien im Inselinneren. Es grenzte im Nordosten an das Bistum Ampurias, im Osten an das Bistum Bisarcio, im Süden an das Bistum Sorres und im Westen und Nordwesten an das Erzbistum Torres, das im 13. Jahrhundert in Erzbistum Sassari umbenannt wurde. Cossu gibt folgende Orte an, die ursprünglich zum Bistum Ploaghe gehörten, die meisten waren zum Zeitpunkt der Veröffentlichung der Arbeit von Cossu bereits aufgegeben worden. Heute noch existierende Orte sind: Florinas, Muros, Codrongianos, Cargeghe und Ploaghe; aufgegeben waren (schon 1783): Bedas, Sacargia, Salvenero, Figulero, Noagra, Muscellano, Sora, Briais, Seboddes, Dulnore, Nusquiario, San Leonardo, Santa Maria di Fenu, Barani, Biquena und Santa Catalina di Musquiano.

## Geschichte
Das Bistum Ploaghe mit Sitz in Ploaghe wurde wahrscheinlich 1065 begründet. Die Gründung des Bistums erfolgte im Zuge einer Umstrukturierung der sardischen Kirchenorganisation unter dem Papst Alexander II. (1061–1073). Bei dieser Umstrukturierung wurden sechs neue Bistümer (Castro, Ottana, Bisarcio, Ploaghe, Sorres und Ampurias) geschaffen, deren Sprengel von den älteren Bistümern Torres und Bosa abgetrennt wurden. Nur wenig später (1073) wurde das Bistum Torres zum Metropolitansitz erhoben. Die genannten Bistümer (einschließlich Bosa) wurden dem neuen Erzbistum als Suffraganbistümer unterstellt. Nach Mitte des 13. Jahrhunderts wurde der Metropolitansitz nach Sassari verlegt und das Erzbistum schließlich in Erzbistum Sassari umbenannt.
| Bischöfe von Ploaghe                                         | |                    |                 |
| Name                                                         | Amt | von                | bis             |
| Giacentino/Jacentinus/Innocentius/Giacentinus                | | 1090               |                 |
| Pietro/Petrus                                                | | 16. Dezember 1116  |                 |
| Constantino de Vico/Constantino I. de Vico/Constantinus      | | 1136               |                 |
| Gualfredo/Gualfredus                                         | | 1159               |                 |
| Costantino/Constantinus II. de Lella                         | | 1170               |                 |
| J.                                                           | (Pius Gams vermutet Januarius und gibt 1175 an)                                                                       | 1176               | 1187            |
| Oberto/Obertus                                               | (Cappelletti gibt 1236 an)                                                                                            | 1237               |                 |
| Arlocus/Arlotus                                              | (fehlt in Cappelletti und Mattei)                                                                                     | 24. September 1278 |                 |
| Rainerio/Rainerius/Rainierus (Raimundus?)                    | er wurde 1299 zum Erzbischof von Arborea gewählt, aber nicht bestätigt wurde 1369 zum Erzbischof von Cagliari ernannt | 1295               | 28. April 1299  |
| Pietro/Petrus/Pere de Portell                                | OP (Eubel hat 1334 als Beginn seiner Amtszeit)                                                                        | 28. Februar 1328   |                 |
| Franciscus                                                   | (fehlt in den anderen Arbeiten)                                                                                       | 1342               |                 |
| Raimundus                                                    | (fehlt in Cappelletti und Mattei), Gams hat 1355 als Beginn seiner Amtszeit                                           | 25. Mai 1352       | † 1361          |
| Bernardo/Bernardus                                           | (fehlt bei Cappelletti, Gams und Mattei), wurde am 12. Januar 1368 zum Erzbischof von Torres ernannt                  | 10. Dezember 1361  | 12. Januar 1368 |
| Andreas                                                      | | 5. Juli 1368       | † 1370          |
| Hugo Terrissonis/Ugo Terrissonio                             | OP, wurde 1373 zum Bischof von Castellammare di Stabia ernannt                                                        | 21. Juni 1370      | 8. August 1373  |
| Martinus de Narnia                                           | | 5. September 1373  |                 |
| Joannes                                                      | | 24. Mai 1386       |                 |
| Seraphinus/Petrus                                            | | 25. Oktober 1397   |                 |
| NN                                                           | | 15. Oktober 1398   |                 |
| Petrus                                                       | | 1422               | † 1430          |
| Sante de Ferrara/Sanctes/Santus de Ferraria/Santo de Ferrara | OP | 10. Februar 1430   | † 1442          |
| Marco/Marcus                                                 | | 25. Februar 1443   |                 |
| Nicolaus Bassone/Nicolò Basone/Nicolaus Bason (Bazone)       | er war vorher Erzpriester im Bistum Ottana                                                                            | 14. Juni 1447      | † 1475          |
| Basilio Gambone/Basilius Gambone<refname="Mattei"/>          | | 15. März 1476      | † 1488          |
| Bartolomeo Pathos/Bartholomaeus Pathos                       | | 27. August 1488    | † 1495          |
| Joannes Cardona/Giovanni Cardona                             | OSA | 13. Februar 1495   | † 1525          |

Am 8. Dezember 1503 wurde das Bistums Ploaghe mit dem Erzbistum Sassari vereinigt. Die Vereinigung trat aber erst in Kraft, nachdem der zu diesem Zeitpunkt amtierende Bischof gestorben war, also erst 1525. Das Erzbistum Sassari als Metropolitanbistum mit seinen Suffraganbistümern Alghero-Bosa, Ozieri und Tempio-Ampurias gehört aktuell zur Kirchenprovinz Sassari.
In der Tradition des aufgegebenen Bischofssitzes in Ploaghe wurde 1968 das Titularbistum Ploaghe etabliert.